# Sonny Criss
William "Sonny" Criss (23 de octubre de 1927 - 19 de noviembre de 1977) fue un músico estadounidense de jazz. Fue un reconocido saxofonista durante la época del jazz bebop, fue uno de los muchos intérpretes influenciados por Charlie Parker.

## Trayectoria
William Criss nació en Memphis, Tennessee, y se mudó a Los Ángeles a la edad de 15 años, donde formó parte de alguna de las formaciones más importantes de la Costa Oeste de los EE.UU, entre ellas la del  Stan Kenton.  Luego pasó a tocar en varias bandas, incluida la de Howard McGhee, que también presentó a Charlie Parker.
Para entonces, Criss había desarrollado su propio tono conciso y bluesy, y aunque su estilo básico no variaba mucho, su habilidad con el instrumento continuó desarrollándose. Sin embargo, continuó yendo de banda en banda, y tocó en algunos discos con Johnny Otis y Billy Eckstine. Quedó impresionado por la actuación de Parker y Dizzy Gillespie en el club Billy Berg's en Hollywood en 1946. Criss estuvo entre los primeros músicos locales en formar un núcleo de modernistas bebop de Los Ángeles. Sonny tocó en un concierto de Just Jazz con Howard McGhee y Wardell Gray en 1947.  
Su primer gran salto llegó en 1947, en una serie de sesiones improvisadas organizadas por el empresario de jazz Norman Granz. Compartió atriles con Parker cuando ambos altos se presentaron con Jazz at the Philharmonic en 1949, y ese mismo año hizo su primera grabación como líder de Norman Granz en Mercury / Norgran.
Criss se unió a Buddy Rich en 1955 y apareció en The Swingin 'Buddy Rich, con "Sweets" Edison y Jimmy Rowles.
En 1956 firmó con Imperial Records, con sede en Nueva York, y grabó una serie de álbumes que incluyen Jazz U.S.A, Go Man! y Sonny Criss interpreta a Cole Porter con el pianista Sonny Clark. Capitol, dueño de las grabaciones maestras, las relanzó como un doble CD en su sello Blue Note en el año  2000. Criss también grabó En la encrucijada con el pianista Wynton Kelly.
Criss había elegido bien a sus acompañantes, el material es una mezcla de estándars y originales y las interpretaciones son brillantes. Lo más destacado serían cuatro temas con Barney Kessel, la balada "More Than You Know" y la obra maestra del propio Criss, "West Coast Blues" del álbum Jazz USA. También hay que destacar el trabajo de Sonny Clark y los temas "The Man". I Love "from Go Man" y "What Is This Thing Called Love" en el álbum Sonny Criss Plays Cole Porter. Estas grabaciones son tan buenas como las mejores grabaciones de Criss de los años 60 y 70.
Sonny Criss tenía una habilidad innata para comunicarse. Interpretaba igual de bien una balada o un blues funky y se desempeñaba con comodidad en los ritmos rápidos.
Prestige firmó a Criss en 1965, y continuó grabando álbumes muy aclamados que estaban principalmente arraigados en las tradiciones del hard bop. Sonny's Dream presentó arreglos de Horace Tapscott. Se grabaron sesiones posteriores para Muse e Impulse!.
En 1977, Criss había desarrollado cáncer de estómago y no volvió a tocar. Como consecuencia de esta dolorosa condición, Criss se suicidó (de un disparo) en 1977 en su ciudad adoptiva de Los Ángeles. 

## Estilo musical
"Criss era un saxofonista de Bop, fuertemente influenciado al principio por Charlie Parker. Pero su estilo maduro era más distintivo: producía un tono cálido y rico y un vibrato prominente del que carecía Parker. Era capaz de tocar series de notas deslumbrantes con tanta gracia, sin esfuerzo que nunca sonaron ostentosas. Un excelente músico de jazz, que por la falta de oportunidades, nunca ganó el reconocimiento que merecía. 
- Barry Kernfeld [ed.], The New Grove Dictionary of Jazz
"El estilo de "Criss" está marcado por series de notas súper rápidas, de registros altísimos y un tono y entrega puros y urgentes. Sus interpretaciones de baladas a menudo se caracterizan por solos tristes, expresados con arrepentimiento varonil y sin un gesto desperdiciado. En ocasiones, la solución de Criss se compara con la de Parker en la sesión "With Strings"."
- Richard Cook y Brian Morton, The Penguin Guide to Jazz en CD, 6.ª edición.
"Sonny's era un talento demasiado grande para ser negado". Para mí, viene inmediatamente después de Bird como saxofonista alto. ... No conozco a nadie que haya estado expuesto a su interpretación y que no haya disfrutado de él ".
- Bob Porter, historiador del jazz

## Discografía

### Como líder
- California Boppin'  (Fresh Sound, 1947)
- Intermission Riff (Pablo, 1951)
- Jazz USA (Imperial, 1956)
- Go Man! (Imperial, 1956)
- Sonny Criss Plays Cole Porter (Imperial, 1956)
- Sonny Criss at the Crossroads (Peacock, 1959)
- Criss Cross (Imperial, 1963) compilation
- Mr. Blues Pour Flirter (Brunswick [France] Records, 1963)
- This is Criss! (Prestige, 1966)
- Portrait of Sonny Criss (Prestige, 1967)
- Up, Up And Away (Prestige, 1967)
- The Beat Goes On! (Prestige 1968)
- Sonny's Dream (Birth of the New Cool) (Prestige, 1968)
- Rockin' in Rhythm (Prestige, 1968)
- I'll Catch the Sun! (Prestige, 1969)
- The Best Of Sonny Criss: Hits of the '60's (Prestige, 1970) compilation
- Live in Italy (Fresh Sound, 1974)
- Saturday Morning (Xanadu, 1975)
- Crisscraft (Muse, 1975)
- Out of Nowhere (Muse, 1976)
- Warm & Sonny (Impulse!, 1976)
- The Joy of Sax (Impulse!, 1977)
- The Sonny Criss Memorial Album (Xanadu, 1984)

### Como músico de sesión[5]
Con Dexter Gordon
- The Hunt (Savoy, 1947)

Con Wardell Gray All Stars
- Wardell Gray Memorial, Vol. 2 (Prestigio, 1950)

Con Charlie Parker y Chet Baker
- Inglewood Jam (Fresh Sound, 1952)

Con Buddy Rich
- The Wailing Buddy Rich (Norgran, 1955)
- The Swinging Buddy Rich (Norgran, 1955)

Con Lou Rawls y la Onzy Matthews Big Band
- Tobacco Road (Capitol, 1963)

Con Onzy Matthews
- Sounds For The '60's (Capitol, 1966)

Con Esther Phillips y la Onzy Matthews Orquesta
- Confessin' The Blues (Atlantic, 1966)

Con Hampton Hawes All Stars
- Live At Memory Lane (Fresh Sound, 1970)